# Павлюк Сергій Миколайович (режисер)
Павлюк Сергій Миколайович (22 грудня 1978 року с. Калинівка, Рокитнянський р-н., Київська обл., УРСР) — український режисер Херсонського обласного академічного музично-драматичного театру ім. М. Куліша. Реалізовані постановки в театрах України, Росії, Білорусії, Румунії, Польщі, Франції, Угорщини та Португалії.

## Життєпис
1996 — 1998 — служба в армії.
З відзнакою закінчив Київське училище №16 за спеціалізацією «столяр».
Вступив до Київського національного університету культури і мистецтв на факультет театральної режисури (курс професора Н.М.Гусаковой). Закінчив з відзнакою в 2005 р.
Сімейний стан: одружений, п'ятеро дітей.

## Режисерські постановки
Загальна кількість поставлених вистав (станом на 2024 рік — 136).
- Вільям Шекспір: «Сон в літню ніч», «Макбет», «Ромео і Джульєтта».
- Альбер Камю: «Калігула».
- Антон Чехов: «Чайка», «На великій дорозі».
- Недялко Йорданова: «Вбивство Гонзаго».
- Микола Гоголь: «Страшна помста», «Вій».
- Бертольд Брехт: «Тригрошова опера».
- Микита Воронов: «Пристрасті по Торчалову».
- Євген Шварц: «Тінь».
- Матея Вішнєк: «Пригоди ведмедиків панда».
- Славомир Мрожек: «Лис-аспірант», «Будинок на кордоні».
- Жан Кокто: «Людський голос».
- Жан Кокто і Славомир Мрожек: «Монофобія».
- Іван Котляревський: «Енеїда».
- Марія Ладо: «Дуже проста історія».
- Михайло Булгаков, постановка «Понтій Пілат» за мотивами роману «Майстер і Маргарита».

## Нагороди і визнання
- 2005 — «Тернопільські театральні вечори — 2005. Дебют» в номінації« За кращий режисерський дебют»;
- Переможець фестивалів «Коломийські представлення — 2008» та «Мельпомена Таврії» — в 2009 році отримав Гран-прі за виставу «Страшна помста» за М. Гоголю,
- У 2011 — Гран-прі за виставу «Наталка Полтавка»,
- У 2012 — Фестиваль Лауреат у номінації «Краща режисура» — вистава «На великій дорозі» по А. Чехову.
- 2013 — вистава «Калігула» перемогла в номінації «Краща режисура», фестиваль «Мельпомена Таврії», м. Херсон
- 2012 — вистава «Калігула» перемогла в номінації «Висота», міжнародний театральний фестиваль «Біла вежа», м. Брест[1]
- 2015 — переможець а номінації «Краща режисура», фестиваль «Мельпомена Таврії», м Херсон
- 2018 — присвоєно почесне звання заслуженого діяча мистецтв України
- 2023 - присвоєно орден "За Мужність" ІІІ ступеню
- 2024 - присвоєно медаль "Хрест Свободи" https://uk.wikipedia.org/w/index.php?title=Медаль_«Хрест_Свободи»&oldid=42552205🏅